# Benji Villalobos
Benji Villalobos, né le 15 juillet 1988 à El Tránsito au Salvador, est un footballeur international salvadorien, qui évolue au poste de gardien de but au CD Águila.

## Biographie

### Carrière en sélection
Avec l'équipe du Salvador, il joue 7 matchs (pour aucun but inscrit) entre 2010 et 2013. 
Il figure dans le groupe des sélectionnés lors des Gold Cup de 2009 et de 2013. Il atteint les quarts de finale de cette compétition en 2013.
Il joue également deux matchs comptant pour les tours préliminaires de la coupe du monde 2014.

## Palmarès
CD Águila
- Championnat du Salvador (4) :
  - Champion : 2006 (Clôture), 2012 (Clôture), 2019 (Clôture) et 2023 (Ouverture).